# Тарцай, Эрвин
Эрвин Тарцай (венг. Ervin Tarczay; 5 октября 1919 — 18 марта 1945) — венгерский офицер, участник Второй мировой войны, танкист.
Один из самых результативных венгерских танкистов Второй мировой войны. В годы Второй мировой войны в составе экипажа подбил и уничтожил более 10 советских танков. За отличие в боях посвящён в рыцари.

## Биография
Родился 5 октября 1919 года в городе Печ в семье военного.
В 1941 году окончил Военную академию «Людовика» в звании лейтенанта. 20 августа направлен в 23-й пограничный батальон пограничных войск. С 3 августа 1942 года — слушатель танковой школы в Эстергоме, где обучался теории и практике танка. В январе 1943 года направлен в 3-й танковый полк.
С апреля 1944 года Эрвин Тарцай служил во 2-м танковом эскадроне 1-го танкового батальона 3-го танкового полка 2-й танковой дивизии в Галиции. Воевал на танках «Туран II», а затем после перевооружения в мае танкового парка дивизии боевой техникой немецкого производства — командовал тяжёлым танком «Тигр».

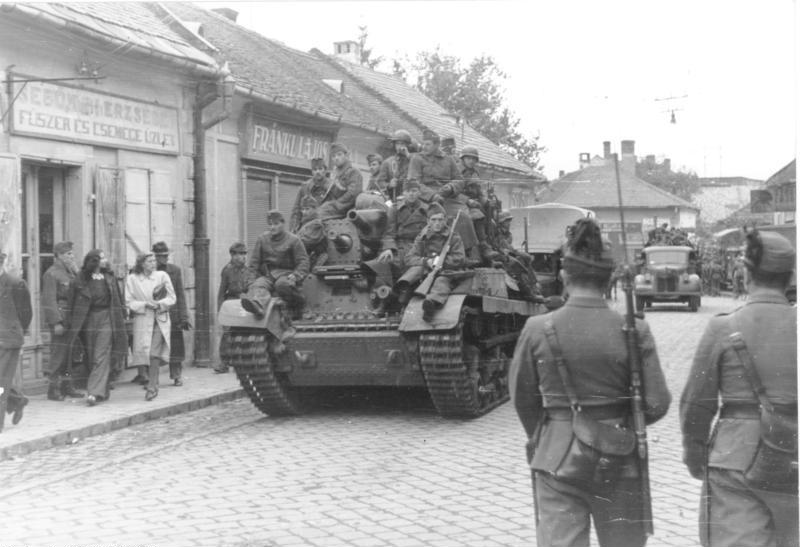
«Туран II», по-видимому, 2-й танковой дивизии, с пехотой на броне. Токай, отступление венгерских войск в августе 1944 года

В июле 1944 года 1-й Украинский фронт Красной армии начал Львовско-Сандомирскую операцию, и уже через 10 дней 1-я венгерская армия была вынуждена отходить в Карпаты. 2-я танковая дивизия удерживала район города Станислав, потеряв к 29 июля 7 из 10 своих «Тигров». После переформирования в тылу дивизия снова была перевооружена немецкой бронетехникой, и эскадрон Тарцай получил 5 танков «Пантера».
В сентябре 1944 года эскадрон Тарцай в составе 2-й танковой дивизии был переброшен на румынскую границу для обороны Трансильвании от румын, перешедших на сторону Красной армии. 5 сентября танковый эскадрон Тарцай участвовал в боях в районе Турды в Румынии, в дальнейших боях его экипаж записал на свой счет 1 советский танк. За период с 15 сентября по 5 октября эскадрон Тарцай заявил об уничтожении 11 танков, 17 противотанковых орудий, 20 пулемётных гнезд и одной «Катюши» противника.
Несмотря на отдельные локальные успехи 2-й танковой дивизии, наступление Красной армии развивалось далее. К 25 октября 2-я танковая дивизия отошла на оборонительный рубеж на реке Тиса, уничтожив в общей сложности с 6 по 25 октября 16 танков и САУ противника. Известно, что Эрвин Тарцай шёл в бой с открытым люком, что расценивается либо как признак героизма, либо как прагматичный способ в случае попадания в танк быстрее покинуть его.
В ноябре и декабре 2-я танковая дивизия была направлена в Словакию, в район города Стурово, для отражения советского наступления. Однако советское наступление остановить не удалось, и 14 декабря город был взят частями Красной армии. 2-я танковая дивизия была разгромлена (на 21 декабря в ней осталось две «Пантеры» и два танка Pz Kpfw IV), её остатки были подчинены дивизии «Святой Ласло». В составе дивизии танкисты сражались до начала января 1945 года на реке Грон.
В январе 1945 Тарцай вне очереди было присвоено звание капитана. Вместе с 40 танкистами он отправился в Галатну (Словакия) на формирование новых венгерских танковых подразделений. Вновь созданному 1-му танковому батальону вермахт и части СС передали 27 танков Pz Kpfw IV и две «Пантеры». В январе-февраля Тарцай находился в отпуске, а 15 марта он женился и за военные заслуги был посвящён в рыцари.
Однако 16 марта 1945 года 3-й Украинский фронт начал операцию по освобождению Вены, и уже на следующий день капитан вернулся в свою часть, где под его командование передали оставшиеся четыре танка Pz Kpfw IV.
Погиб в бою 18 марта 1945 года в районе села Бодайк медье Фейер (по другим данным, был ранен и вынесен из танка в заброшенный дом, а затем брошен своими товарищами и умер сутки спустя от потери крови). Похоронен в деревне Шёред.

## Награды и звания
Венгерские государственные награды:
- Рыцарский крест ордена Заслуг (15 марта 1945)
- Огненный крест с мечами и лавровым венком
- Памятная медаль освобождения Верхней Венгрии
- Памятная медаль освобождение Трансильвании

Государственные награды Третьего Рейха:
- Железный крест II класса